# II-68
II-68 — серия панельно-блочных многоквартирных домов. Данная серия стала основой для создания целого ряда типовых зданий: II-68-02 и II-68-03. Модифицированные серии получили прозвище «дома-лесенки» из-за ступенчатого расположения балконов, а так же «Брежневки» из-за того, что их начали строить во время правления Л. И. Брежнева.
Строились жилые башни серии II-68 до начала 2000-х годов. Этажность: 5, 12, 14, 16 ,17 этажей. Первая блочная серия более чем в 14 этажей. Высота потолков: 2,48 м. В народе эта серия относится к «брежневке», так как, в основном, такие дома строились в период 1970—2000 годов.

## Описание
II-68 — очень распространенная серия одноподъездных 16-этажных домов. Реже встречаются здания этой серии высотой 12 — 14 этажей. Ещё реже — вариант в 17 этажей. Самый редкий вариант  — 5 этажей, у которых отсутствует лифтовое пространство ( имеют большой холл). Первоначальные варианты (коричневого цвета с чёрной лестницей внутри дома) были фактически 18-этажные с техническим 17-м этажом и пустым открытым 18-м (жилых этажей — 16). В нескольких домах технический этаж был перенесен на 18-й (и он стал закрытым), а 17-й этаж стал жилым (жилых этажей — 17). Все поздние варианты (голубого цвета с чёрной лестницей, вынесенной наружу, см. фото)  имеют 16 жилых этажей и 17-й — технический.
Здания данного типа строились полностью из керамзитобетонных блоков при меньшей этажности (12 этажей), а также из керамзитобетонных блоков с наружными навесными трехслойными панелями при большей этажности (14, 16 этажей). Данные дома явились развитием предыдущих серий крупноблочных жилых домов II-18 и И-209(А), вводя новые планировочные элементы. Начиная с конца 1970-х годов в данной серии изменили фасадный цвет наружных навесных панелей с темно-серого на светло-голубой, а также предусмотрели проход из лифтового холла к эвакуационной лестнице через общий балкон. Сами планировки квартир при этом не поменялись.
Преимущественно дома построены в Москве: Тёплый Стан, Коньково, Очаково, Кунцево, Строгино, Тушино, Зеленоград (микрорайон 18), Ховрино, Головино, Коптево, Дегунино, Бескудниково, Медведково, Отрадное, Бибирево, Останкино, Ярославское ш., Преображенское, Гольяново, Измайлово, Новогиреево, Рогожская застава, Текстильщики, Кузьминки, Выхино, Печатники, Нагатино, Чертаново, Орехово-Борисово, Капотня, Бирюлёво Западное и Восточное, Зюзино, а также точечно в ряде других районов
В Московской области в городах: Мытищи, Долгопрудный, Котельники, Дзержинский, два дома этой серии имеются в городе Жуковский: на улице Дзержинского и на улице Горельники, Краснознаменск, Лобня, Люберцы, Пущино, Одинцово и Одинцовский район (пос. Заречье, пос. Новоивановское), Троицк, Серпухов, Протвино, Ленинский район (г. Видное и пос. Коммунарка), Солнечногорский район (пос. Андреевка), Дмитровский район (пос. Некрасовский).
Отдельные дома этой серии на протяжении 1980-х построены также в городах: Смоленске, Ярцеве, Днепре, Десногорске, Нижнем Новгороде, Петрозаводске, Рязани, Мценске, Тольятти, Ульяновске, Краматорске, Житомире, Симферополе, Тарусе, Казани, Старом Осколе, Коврове, Кольчугине, Набережных Челнах, Нижнекамске, Питкяранте, Челябинске, Усть-Джегуте, деревне Оськино (Рязанская область).
К главным достоинствам серии следует отнести наличие просторных противопожарных лоджий, грузопассажирского лифта, а также увеличенных площадей квартир и изолированных комнат по сравнению с более ранними блочными сериями. Также внутри квартир практически отсутствуют несущие стены, что является ощутимым преимуществом по сравнению с панельными домами при осуществлении её ремонта и перепланировки.
К недостаткам серии можно отнести достаточно низкие потолки (2,48 м), что, в целом, является отличительной особенностью блочных и панельных домов. Также для серий с исполнением наружных стен из керамзитобетонных блоков толщиной 400 мм существенным недостатком является их несоответствие современным теплотехническим нормам для северных климатических зон страны, что является проблемой почти всех блочных домов и может приводить к промерзанию наружных стен.
Подвал дома спроектирован с широкими пространствами, в которых размещаются служебные помещения ЖЭКов, детских клубов.

## Основные характеристики
| Количество секций (подъездов) | 1 |
| Этажность                     | 16 этажей, реже — 12—14 в конце строительства были 17 этажей |
| Высота потолков               | 2,48 м |
| Лифты                         | 1 грузопассажирский и 1 пассажирский |
| Балконы                       | лоджии во всех квартирах, лоджии на лестничных площадках |
| Количество квартир на этаже   | 7 (3 1-комн., 2 2-комн. и 2 3-комн. квартирами на этаже), 6 (4 2-комн. и 2 3-комн. квартирами на этаже), редкий вариант 6 (2 2-комн., 1 1-комн, 2 3-комн. и 1 3-комн. квартира на месте двух однокомнатных, с 2 смежными балконами), 9 (вариант с 1- и 2-комн. квартирами) |
| Перспектива сноса             | Сносу не подлежат, капремонт требуется с ремонтом подъезда |

## Площади квартир
| Комнатность          | Общая, м²   | Жилая, м²   | Кухня, м²  |
| 1-комнатная квартира | 30,5 — 34,5 | 14,7 — 19,5 | 7,8 — 9,6  |
| 2-комнатная квартира | 40,0 — 50,2 | 24,7 — 28,7 | 8,9 — 11,1 |
| 3-комнатная квартира | 65,6        | 46,4        | 7,8        |

## Строительные конструкции
| Лестницы                                 | теплые, незадымляемые, с выходами на противопожарный общий балкон                                                   |
| Мусоропровод                             | с загрузочным клапаном на каждом этаже                                                                              |
| Вентиляция                               | естественная вытяжная, блоки в кухнях и в санузлах                                                                  |
| Наружные стены двух типов                | керамзитобетонные блоки толщиной 40 см и трехслойные керамзитобетонные навесные панели с утеплителем толщиной 30 см |
| Внутренние стены                         | керамзитобетонные блоки толщиной 40 см                                                                              |
| Межкомнатные и межквартирные перегородки | гипсобетонные 8 см                                                                                                  |
| Междуэтажные перекрытия                  | многопустотные сборные железобетонные плиты толщиной 22 см с опиранием на несущие стены                             |
| Несущие стены                            | стены из керамзитобетонных блоков толщиной 40 см                                                                    |
| Тип кровли                               | плоская с рулонным покрытием и внутренним водостоком                                                                |

## Примечание
1. ↑  Т. Г. Маклакова, С. М. Нанасова. Конструкции гражданских зданий. — М.: АВС, 2000.
2. ↑  Шерешевский И.А. Конструкции гражданских зданий. — М.: Архитектура-С, 2005.
3. ↑  Серия дома II-68. Дата обращения: 12 августа 2018. Архивировано из оригинала 12 августа 2018 года.
4. ↑  Серия II-68-01/16. Дата обращения: 12 августа 2018. Архивировано 27 февраля 2020 года.